# 王慧中
王慧中（1942年—），河北省秦皇岛市人，笙演奏家、国家一级演员。曾為中央民族樂團笙首席，並获文化部演出比赛表演一等奖。
王慧中與他人合作研制一種36簧扩音方笙，並创作了笙独奏曲《傣乡风情》、《草原欢歌》、葫芦笙曲《澜沧江恋歌》；改编笙独奏曲《小天鹅舞曲》等。

## 創作樂曲
王慧中樂曲創作涉及現代笙、葫蘆笙、蘆笙等，風格亦從南疆少數民族到內蒙草原，甚至改編俄罗斯作曲家柴可夫斯基著名作品《小天鹅舞曲》。

### 《傣鄉風情》
《傣乡风情》是一首36簧笙獨奏曲，也作為協奏曲表演，描述雲南傣族的風情，全曲共分四段：竹林簫聲（散板）、孔雀婀姿（行板）、情侶歡舞（小快板）、潑水盛會（稍快板）。